# Pityohyphantes cristatus
Pityohyphantes cristatus is een spinnensoort in de taxonomische indeling van de hangmatspinnen (Linyphiidae).
Het dier behoort tot het geslacht Pityohyphantes. De wetenschappelijke naam van de soort werd voor het eerst geldig gepubliceerd in 1942 door Ralph Vary Chamberlin  & Wilton Ivie.